# Wörterbuch der ägyptischen Sprache
Il Wörterbuch der ägyptischen Sprache ("Vocabolario della lingua egizia") è un vasto vocabolario edito da Adolf Erman e Hermann Grapow che comprende 3000 anni di storia della lingua egizia, a partire dalla fase antica dell'egizio (2600 a.C. circa) fino alla lingua delle iscrizioni dell'epoca greco-romana (I sec. a.C.). L'opera è stata redatta, fra il 1897 e il 1961, principalmente all'Accademia delle Scienze di Berlino e per questo è nota anche come Berliner Wörterbuch ("Dizionario di Berlino"). Anche Alan Gardiner collaborò alla redazione del vocabolario, mentre si trovava a Berlino per studiare sotto la guida di Adolf Erman.
Il vocabolario contiene circa 16 000 voci. È composto da cinque volumi principali più uno di voci dal tedesco, un vocabolario inverso e cinque di riferimenti. Attualmente è il più ampio e completo dizionario della lingua egizia.

## Storia editoriale

### Genesi
Il progetto deve la propria nascita ad Adolf Erman nel 1897. Lo studioso ebbe l'appoggio dell'imperatore Guglielmo II, che gli concesse una sovvenzione di 120 000 Reichsmark. Il progetto fu diretto da una commissione eletta da insegnanti delle università di Berlino, Gottinga, Lipsia e Monaco. Per riunire tutte le parole e i loro riferimenti le fonti egizie furono sistematicamente schedate per ogni termine. Fra il 1898 e il 1914, i testi parzialmente o per nulla pubblicati sono stati esaminati direttamente sul suolo egiziano o nei musei e quindi schedati. In questo periodo le iscrizioni della Bassa Nubia, minacciate dalla vecchia diga di Assuan del 1902, sono state salvate. Nel 1906 Aldof Erman e Kurt Sethe iniziano la stesura del manoscritto. Presto si rese evidente che la concezione originale dell'impaginazione, che prevedeva di includere le schede dei contesti insieme alle parole, avrebbe richiesto troppo spazio: gli editori decisero quindi di pubblicare i riferimenti in volumi separati.
Durante la Prima guerra mondiale il lavoro fu sospeso, ma il numero delle schede era salito a 1 374 806 nel 1918.

### Completamento
Nel 1921 Erman e Grapow pubblicano una prima tappa, l'Ägyptisches Handwörterbuch ("Vocabolario egizio conciso"). L'edizione in cinque volumi fu iniziata nel 1926 e proseguì fino al 1931. L'opera fu finanziata da John Davison Rockefeller jr e manoscritta dall'egittologo danese Wolja Erichsen. In seguito furono completati i volumi dei riferimenti: il primo appare nel 1935, il secondo nel 1940 e gli ultimi tre nel 1951 e nel 1953, dopo un'altra interruzione dovuta alla Seconda guerra mondiale. Nel 1950 appare, come volume VI, un lessico tedesco-egizio (in ordine alfabetico e per argomenti) e un indice delle parole semitiche, greche e copte dei volumi principali. Nel 1961 appare il VII e ultimo volume, un dizionario inverso, che chiude l'opera dopo sessantaquattro anni.

### Sviluppi
Tuttavia, dalla fine del lavoro sulle schede, il numero dei testi conosciuti si è sensibilmente accresciuto e anche i testi già noti all'epoca non hanno sempre potuto essere sfruttati adeguatamente. Ciò rendeva sempre più urgente una nuova edizione, realizzata sotto forma di un thesaurus disponibile in linea. Tale nuova edizione si è concretizzata nel Thesaurus Linguae Aegyptiae, concepito come un vasto progetto di cooperazione di varie accademie scientifiche. Al momento sono stati raccolti circa 900 000 termini, ossia due terzi del Wörterbuch. Le schede, circa 1,5 milioni, sono state integralmente digitalizzate fra il 1997 e il 1998. I dizionari di Rainer Hannig (detti "Hannig-Lexica"), editi fra il 1995 e il 2003 presso l'editore Philipp von Zabern, possono essere considerati una rielaborazione del Wörterbuch.
Nel 2018 l'opera è stata ripubblicata dall'editore Christoph Brunner a cura di Wolfgang Kosack.